# Plaza de las y los Desaparecidos (Colima)
La Plaza de las y los Desaparecidos (anteriormente conocida como Rotonda de los Colimenses Ilustres) ubicada en el Parque Piedra Lisa de Colima, Colima, es un espacio que fue inaugurado el 31 de octubre del 2021 por diversas organizaciones sociales, encabezadas por la Red de Desaparecidos Colima A.C., en conmemoración por las más de 1700 personas desaparecidas en el estado de Colima, México.
Este espacio fue creado originalmente por la Red de Desaparecidos Colima A.C. el 29 de agosto del 2021 como actividad previa a su marcha en conmemoración del Día Internacional de las Víctimas de Desapariciones Forzadas que tiene lugar cada 30 de agosto. Posteriormente, el 31 de octubre del 2021, el espacio fue inaugurado junto con la CNTE Colima, la Coordinadora Socialista Revolucionaria y el Frente en Defensa del Maíz, en un evento donde se develó una placa conmemorativa con la leyenda "Por nuestros desaparecidos: por cada persona desaparecida, habremos cientos buscando. Hasta que no haya una desaparición más. Hasta que regresen a casa. Nuestro amor es más fuerte que la desesperación. No pararemos hasta encontrarles", también se realizó un mural con la consigna “Justicia. Ni un desaparecido más” y se invitó a las personas con familiares desaparecidos a agregar los nombres de sus seres queridos a las listas pintadas en la Plaza. Además, se hizo hincapié en que la resignificación de este espacio se debió a que la anteriormente llamada Rotonda de los Colimenses Ilustres era "un elefante blanco, abandonado, sin ningún uso, construido para justificar gastos millonarios de un gobierno indolente".
Después de su inauguración, la Plaza ha sido lugar de diversas manifestaciones y ha fungido como punto de partida para diferentes marchas.